# Водолей (издательство)
Водолей (в 2002—2008 Водолей Publishers) — российское книжное издательство.
Основано в 1991 году поэтом Евгением Кольчужкиным при Томской областной научной библиотеке им. А. С. Пушкина. С 2002 года работает в Москве. Главный редактор до 2020 года — Евгений Витковский.
В 2010 за проекты издательства Е. Кольчужкину присуждена премия Андрея Белого в номинации «Литературные проекты».
Основные проекты:
- русская литература Серебряного века и напрямую продолжающая её литература первой и второй волн эмиграции (серии «Малый Серебряный век», «Серебряный век. Паралипоменон»)
- философия;
- серия антологий «Век перевода» (2005—2012, 3 вып.)
- серия «Русская Италия»
- серия «Звёзды зарубежной поэзии»
- серия «Пространство перевода»

## Издания
Философия
- Хайдеггер М. Пролегомены к истории понятия времени. — Томск: Водолей, 1998. — 383 с. . — (Прогр. «Translanion project» / Центр.-Европ. ун-т). — ISBN 5-7137-0102-6
- Уайтхед, А. Н. Символизм, его смысл и воздействие. — Томск: Водолей, 1999. — 63 с. — ISBN 5-7137-0108-5

Художественная литература
- Голосовкер Я. Э. Антология античной лирики в русских переводах. Лирика Эллады. В 2-х т. — Водолей Publishers, 2006. ISBN 5-902312-31-0, ISBN 5-902312-43-4. 1000 экз.
- Семь веков английской поэзии. Англия. Шотландия. Ирландия. Уэльс. В 3-х т. (Seven Centuries of English Poetry: England: Scotland: Ireland: Wales) — Водолей Publishers, 2007. — ISBN 978-5-902312-33-8

Литературоведение
- Библиография Федора Сологуба. Стихотворения. — Водолей Publishers, 2004. — 352 с. — ISBN 5-902312-18-3. — 500 экз.